# Saison 2004-2005 de l'équipe de France de rugby à sept
Cette page présente la saison 2004-2005 de l'équipe de France de rugby à sept en IRB Sevens World Series et autres compétitions internationales.

## Effectif
Voici l'équipe victorieuse du tournoi de Paris.

## Parcours dans lesIRB Sevens World Series

### Paris
| Poule D    | Poule D  | Cup              | Cup      |
| Adversaire | Résultat | Adversaire       | Résultat |
| ---------- | -------- | ---------------- | -------- |
| Russie     | 54-7     | Afrique du Sud   | 27-10    |
| Australie  | 14-19    | Nouvelle-Zélande | 14-12    |
| Argentine  | 26-12    | Fidji            | 28-19    |

| Classement final | Points | Évolution classement |
| ---------------- | ------ | -------------------- |
| 1er              | 20     | 8e                   |

### Classement final
| 1  | Nouvelle-Zélande | 12 | 20 | 20 | 20 | 20 | 12 | 12 | 116 |
| 2  | Fidji            | 16 | 16 | 12 | 8  | 12 | 8  | 16 | 88  |
| 3  | Angleterre       | 20 | 12 | 4  | 12 | 16 | 16 | 6  | 86  |
| 4  | Afrique du Sud   | 12 | 8  | 12 | 4  | 12 | 20 | 8  | 76  |
| 5  | Argentine        | 6  | 12 | 16 | 16 | 4  | 12 | 4  | 70  |
| 6  | Samoa            | 8  | 6  | 4  | 6  | 8  | 2  | 12 | 46  |
| 7  | Australie        | 4  | 2  | 8  | 12 | 6  | 6  | 4  | 42  |
| 8  | France           | 0  | 0  | 0  | 4  | 2  | 4  | 20 | 30  |
| 9  | Écosse           | 4  | 0  | 6  | 0  | 4  | 4  | 2  | 20  |
| 10 | Kenya            | 0  | 4  | 2  | 0  | 0  | 0  | 0  | 6   |
| 11 | Tunisie          | 0  | 4  | 0  | 0  | 0  | 0  | 0  | 4   |
| 12 | Canada           | 0  | 0  | 0  | 2  | 0  | 0  | 0  | 2   |
| 13 | Portugal         | 2  | 0  | 0  | 0  | 0  | 0  | 0  | 2   |

## Parcours dans leFIRA European Sevens

### Classement final
| Miejsce            | Reprezentacja |
| ------------------ | ------------- |
| Médaille d'or      | Portugal      |
| Médaille d'argent  | Russie        |
| Médaille de bronze | Italie        |
| 4                  | France        |
| 5                  | Espagne       |
| 6                  | Allemagne     |
| 7                  | Moldavie      |
| 8                  | Roumanie      |
| 9                  | Lituanie      |
| 10                 | Géorgie       |
| 11                 | Ukraine       |
| 12                 | Croatie       |